# Osbeckia gracilis
Osbeckia gracilis är en tvåhjärtbladig växtart som beskrevs av Richard Henry Beddome. Osbeckia gracilis ingår i släktet Osbeckia och familjen Melastomataceae. Inga underarter finns listade i Catalogue of Life.